# Хартфорд Хеллионс
«Ха́ртфорд Хе́ллионс» (англ. Hartford Hellions) — прекративший существование американский индор-футбольный клуб из Хартфорда (штат Коннектикут), основанный в 1979 году Уильямом Чипменом. Проведя два сезона (1979/80 и 1980/81) в MISL, команда была продана и перемещена новыми владельцами в Мемфис, получив новое название «Мемфис Американс».

## История
Клуб был основан предпринимателем из Коннектикута Уильямом Чипменом и зарегистрирован 26 апреля 1979 года. В связи с расширением MISL клуб получил место в лиге на сезон 1979/80. Команда сразу же столкнулась с недостаточным финансированием: прилетевших игроков не встречали в аэропорту, футболисты жили в лагере YMCA, у них не было возможности тренироваться на индор-стадионе.
Первый сезон команда завершила очень неудачно: в 32 матчах она одержала 6 побед и заняла последнее, 5-е место в Атлантическом дивизионе. Лучшим бомбардиром команды стал аргентинец Эдуардо Мараско, забивший 29 мячей в 29 матчах, по системе «гол+пас» стал Йылмаз Орхан (22 гола, 19 передач).
Перед началом следующего сезона 1980/81 новый тренер Джон Ковальски собрал практически новую команду: только 4 человека остались в «Хеллионс» из прошлогоднего состава. На первый домашний матч в «Цивик-центр» пришли только 3356 зрителей. Финансовые трудности продолжились: Чипмен прекратил страховки игроков и перестал выплачивать заработную плату сотрудникам. Невыплата заработной платы футболистам привела к забастовке игроков в феврале 1981 года.
Хотя сезон 1980/81 получился более удачным, команда всё равно заняла последнее место в дивизионе и стала 11-й из 12 команд лиги. Лучшим бомбардиром команды стал шотландский нападающий Билли Макникол, забивший 31 гол и отдавший 20 результативных передач в 35 матчах. Вратарь команды поляк Ришард Бут стал одним из лучших в лиге по среднему числу пропущенных за игру мячей (4,64). В мае 1981 года Чипмену удалось продать команду организации «Athletes in Action» за 500 тысяч долларов. Новых владельцев, христианскую организацию не устраивали «дьявольские» название и имидж команды, и после переезда в Мемфис клуб стал называться «Мемфис Американс».
Уильям Чимпен позднее был приговорён к тюремному заключению за долги «Хартфорд Хеллионс» и налоговые махинации.

## Известные игроки
В список включены игроки, выступавшие за национальные сборные своих стран
| - Майк Бакич - Роберт Гадоха - Альфи Конн - Ханк Лиотарт - Хенри Маккалли | - Джон Нусум - Телмо Пиреш - Брюс Рудрофф - Карлос Скотт - Майк Стоянович |